# Мазано (Бергамо)
Мазано је насеље у Италији у округу Бергамо, региону Ломбардија.
Према процени из 2011. у насељу је живело 964 становника. Насеље се налази на надморској висини од 116 м.